# Doraemon: Nobita và chuyến tàu tốc hành Ngân Hà
Doraemon: Nobita và chuyến tàu tốc hành Ngân Hà (ドラえもん のび太と銀河超特急 (Nobita to Ngân Hà siêu đặc cấp) Doraemon Nobita to Ginga Express) còn được biết đến với tên Hành trình qua dải Ngân Hà là bộ phim hoạt hình Doraemon thứ 17 được ra mắt tại Nhật Bản. Phim của đạo diễn Shibayama Tsutomu. Tập truyện được tác giả Fujiko F. Fujio đăng trên tạp chí CoroCoro Comic từ tháng 9 năm 1995 cho đến tháng 2 năm 1996. Tác phẩm dựa trên tiểu thuyết Đêm ở đường sắt Ngân Hà của Miyazawa Kenji. Ca khúc mở đầu phim là "Doraemon no Uta" (ドラえもんのうた, dịch nghĩa Bài hát về Doraemon) do Yamano Satoko trình bày và ca khúc kết thúc là "Watashi Naka no Ginga (私のなかの銀河, dịch nghĩa Thiên Hà trong lòng tôi) do Kaienta trình bày. Phim được phát hành tại một số quốc gia trên thế giới: tại Tây Ban Nha được phát hành dưới dạng băng VHS và đĩa DVD vào ngày ngày 14 tháng 10 năm 2003, và tại Ấn Độ được phát sóng trên truyền hình vào ngày 30 tháng 1 năm 2016.
Phim đoạt Giải bạc tại Giải doanh thu vàng (Golden Gross Award) lần thứ 14 với doanh thu 1,65 tỉ Yên. Ngoài ra, bộ phim còn có một số tên gọi khác như Hành trình xuyên dải Ngân Hà, Chuyến tàu hỏa xuyên dải Ngân Hà, Nôbita và đoàn tàu Ngân Hà. Phim thuộc thể loại hài hước, hành động, phiêu lưu, tưởng tượng.

## Nội dung

Bìa truyện Nobita và chuyến tàu tốc hành Ngân Hà

Câu chuyện bắt đầu khi Suneo khoe khoang về việc cậu ta có được những chiếc vé tàu du lịch vũ trụ, Nobita đã nhờ Doraemon đưa đi một chuyến du lịch xuyên qua dải ngân hà bằng tàu lửa. Ngay ngày đầu tiên bước vào chuyến đi, Nobita đã gặp nhiều tình huống kì lạ, rợn người khi cậu bị Dracula và ninja hù doạ. Nobita rủ thêm Jaian, Suneo và Shizuka cùng tham gia chuyến du lịch kì lạ này. Họ làm quen với Bome – một nhà báo đi theo để du lịch – và chú soát vé của con tàu. Đang lúc vui vẻ thì bỗng con tàu bị tấn công bởi một toán cướp vũ trụ. Chúng ép buộc con tàu hạ cánh xuống hành tinh Mezu - một trung tâm trò chơi giải trí có một không hai trong vũ trụ. Lúc này đoàn du lịch mới biết rằng vụ cướp lúc nãy chẳng qua chỉ là một trò chơi mạo hiểm thôi. Đoàn du lịch tha hồ vui chơi trong hành tinh này. Sau khi xuống tàu, Nobita và Doraemon tham gia trò chơi "Cao bồi miền viễn Tây" tại hành tinh Texas. Cả hai giành chiến thắng vẻ vang và làm cảnh sát trưởng của hành tinh. Jaian và Suneo tham gia trò chơi "Ninja loạn thị" nhưng thất bại. Shizuka chơi trò "Bạch Tuyết và Bảy Chú lùn", nhưng không thành công do đến phút chót các "nàng Bạch Tuyết" nổi cơn ghen và tranh giành một "hoàng tử". Lúc ấy bỗng có một nhóm những thiên thể kì lạ (con chíp điện tử) khống chế một vài người trong hành tinh nhưng nhóm bạn Doraemon không hề hay biết.
Sáng hôm sau, nhóm bạn cùng tham gia một trò chơi mới mang tên là "Chạy đua với khủng long", nhưng những con khủng long bỗng dưng nổi loạn. Tin báo cho biết có trục trặc tại hành tinh Mezu. Nhóm bạn lập tức quay về đó. Khi họ đến nơi, mọi thứ đều tan hoang. Jaian và Suneo tách riêng để đi điều tra nhưng sau đó Suneo đột nhiên bị mất tích. Khi cả nhóm tìm được thì mới biết toàn bộ người ở Mezu và cả Suneo đã bị khống chế bởi con chíp điện tử, và cậu ta mang một bí danh là "0009". Nhóm bạn bị bắt nhốt vào trong một toa tàu, túi thần kì của Doraemon bị vô hiệu hóa. Đúng lúc đó, nhà báo Bome và chú soát vé (chưa bị khống chế) xuất hiện giải cứu họ và bắt cóc "0009" và đưa cả đoàn người du lịch đi. Họ chạy trốn khỏi hành tinh bằng tàu hoả. Lúc đó, tên đầu sỏ bọn Yadori (tên gọi chung của các con chíp điện tử) xuất hiện và cho người truy đuổi. Nhóm bạn phải hạ cánh xuống một hành tinh bỏ hoang do tàu cạn năng lượng. May thay nơi đây có rất nhiều lương thực nên họ đã được ăn uống thoải mái, Jaian tìm được Jane và Don – là 2 trong số 3 người trong nhóm bạn Aston, và Jaian đã trở thành người hùng khi vô tình tìm ra một con tàu bị bỏ hoang nhưng động cơ còn rất tốt. "0009" nhảy sang khống chế Nobita nhưng cậu đã tỉnh khỏi lốt khống chế do súng xà phòng của Shizuka. Nhóm bạn lên con tàu mới và tiếp tục cuộc chạy trốn nhưng bọn Yadori đã đuổi kịp. Một trận chiến diễn ra, đoàn người chạy trốn chiến thắng và công lớn nhất thuộc về các khẩu súng xà phòng – một thứ vũ khí tuy đơn giản nhưng rất hữu hiệu với bọn Yadori. Đoàn du lịch trở về Trái Đất an toàn.

## Sản xuất
Bộ phim là sản phẩm của:
- Hãng hoạt hình Shinei (Shinei Animation)
- Nhà xuất bản Shogakukan
- Hãng truyền hình Asahi.

## Phân vai
| Nhân vật                     | Diễn viên lồng tiếng Nhật                                |
| ---------------------------- | -------------------------------------------------------- |
| Doraemon                     | Oyama Nobuyo                                             |
| Nobita                       | Ohara Noriko                                             |
| Shizuka                      | Kimotsuki Kaneta                                         |
| Jaian                        | Tatekabe Kayuya                                          |
| Suneo                        | Kimotsuki Kaneta                                         |
| Mẹ Nobita                    | Chijimatsu Sachiko                                       |
| Nhân viên đoàn tàu           | Ikura Kazue                                              |
| Bom                          | Shiozawa Kaneto                                          |
| Aston                        | Madono Mitsuaki                                          |
| Don                          | Sugawara Junichi                                         |
| Jane                         | Tange Sakura                                             |
| Yadori                       | Akimoto Yousuke , Ishida Hiroshi , Nakamura Daiki        |
| Yadori tối cao               | Utsumi Kenji                                             |
| Thị trưởng                   | Naka Yousuke                                             |
| Trọng tài                    | Yada Minoru                                              |
| Người tham gia               | Naka Hiroshi                                             |
| Chủ tịch                     | Tanaka Ryouichi                                          |
| Thầy giáo dạy Ninja          | Kitamura Kôichi                                          |
| Giám đốc ngôi sao khủng long | Morikawa Tomoyuki                                        |
| Bộ cảm biến xe               | Sakuma Rei                                               |
| Thuyết minh video            | Eriko Hiroko                                             |
| Nữ hướng dẫn viên            | Amano Yuri                                               |
| Hoàng tử                     | Kikuchi Masami                                           |
| Tay súng                     | Sakurai Toshiharu                                        |
| Hành khách                   | Ishikawa Kazuyuki, Doi Toshiaki, Sekine Akie , Imai Yuka |